# Конкурентное право Европейского союза
Конкурентное право Европейского союза касается регулирования конкурентных рынков в Европейском союзе, особенно гарантий того, чтобы корпорации не создавали картели и монополии, которые повредили бы экономическим интересам сообщества. История данной отрасли права прослеживается до запретов на ограничение свободы торговли в англосаксонском праве; также она формировалась под влиянием опыта Соединенных Штатов (акт Шермана  и закон Клейтона). Конкурентное право ЕС сегодня основано на статьях 101 - 109 Договора о функционировании Европейского Союза, а также ряде регламентов и директив. Четыре главных области политики включают:
- Картель, тайный сговор или другая практика подрыва свободной конкуренции, в соответствии со статьей 101 Договор о функционировании Европейского Союза.
- Господство на рынке или предотвращение злоупотребления доминирующем положением на рынке фирм в соответствии со статьей 102 TFEU.
- Слияния, контроль предложений слияния, приобретений и компаний по созданию совместных предприятий, у которых есть определенная сумма оборота капитала в ЕС.[1]
- Субсидии, контроль прямой и косвенной помощи, данные государствами-членами Европейского союза к компаниям в соответствии со статьей 107.

Этот последний пункт является уникальной характеристикой конкурентного права ЕС. Так как ЕС состоит из независимых государств-членов, как политика в области конкуренции и создание европейского общего рынка может быть неэффективной, государства-члены стали бесплатно поддерживать национальные компании, как они считают нужным. В отчёте Civitias 2013 года перечислены некоторые из уловок, используемых участниками, чтобы обойти правила о государственной поддержке на закупки.
Основная ответственность за применение конкурентного права ЕС лежит на Европейской комиссии и её Генеральном директорате по конкуренции, хотя государственная помощь в некоторых секторах, таких как транспорт, подотчётна другим Генеральным директоратам. Генеральные директораты могут требовать возврата неправильно предоставленной государственной помощи, как имело место в 2012 году с Малев Венгерские Авиалинии.

## История
Одной из главных целей отцов-основателей Европейского сообщества - государственных деятелей из окружения Жана Монне и Роберта Шумана - было создание единого рынка. Чтобы достигнуть этого, должна была быть создана совместимая, прозрачная и справедливо стандартизированная нормативная база для конкурентного права. Учредительным законодательным актом был регламент совета 17/62  (сейчас заменен). Редакция Регламента 17/62 была разработана в период до решения по делу «Ван Генд ан Лоос» в правовой эволюции ЕС, когда верховенство права ЕС ещё не вполне устоялось. Чтобы избежать различных толкований конкурентного права ЕС, которые могут варьироваться от одного национального суда в другой, на комиссию была возложена роль центрального органа по обеспечению соблюдения законности.